# Гелленурме
Ге́лленурме (ест. Hellenurme küla) — село в Естонії, у волості Елва повіту Тартумаа.

## Населення
Чисельність населення на 31 грудня 2011 року становила 456 осіб.

## Географія
Через населений пункт проходить автошлях 22159 (Елва — Палупера — Кягрі). Від села починається дорога 22173 (Гелленурме — Пяйдла).

## Історія
До 24 жовтня 2017 року село входило до складу волості Палупера (повіт Валґамаа) й було її адміністративним центром.